# نيساديو

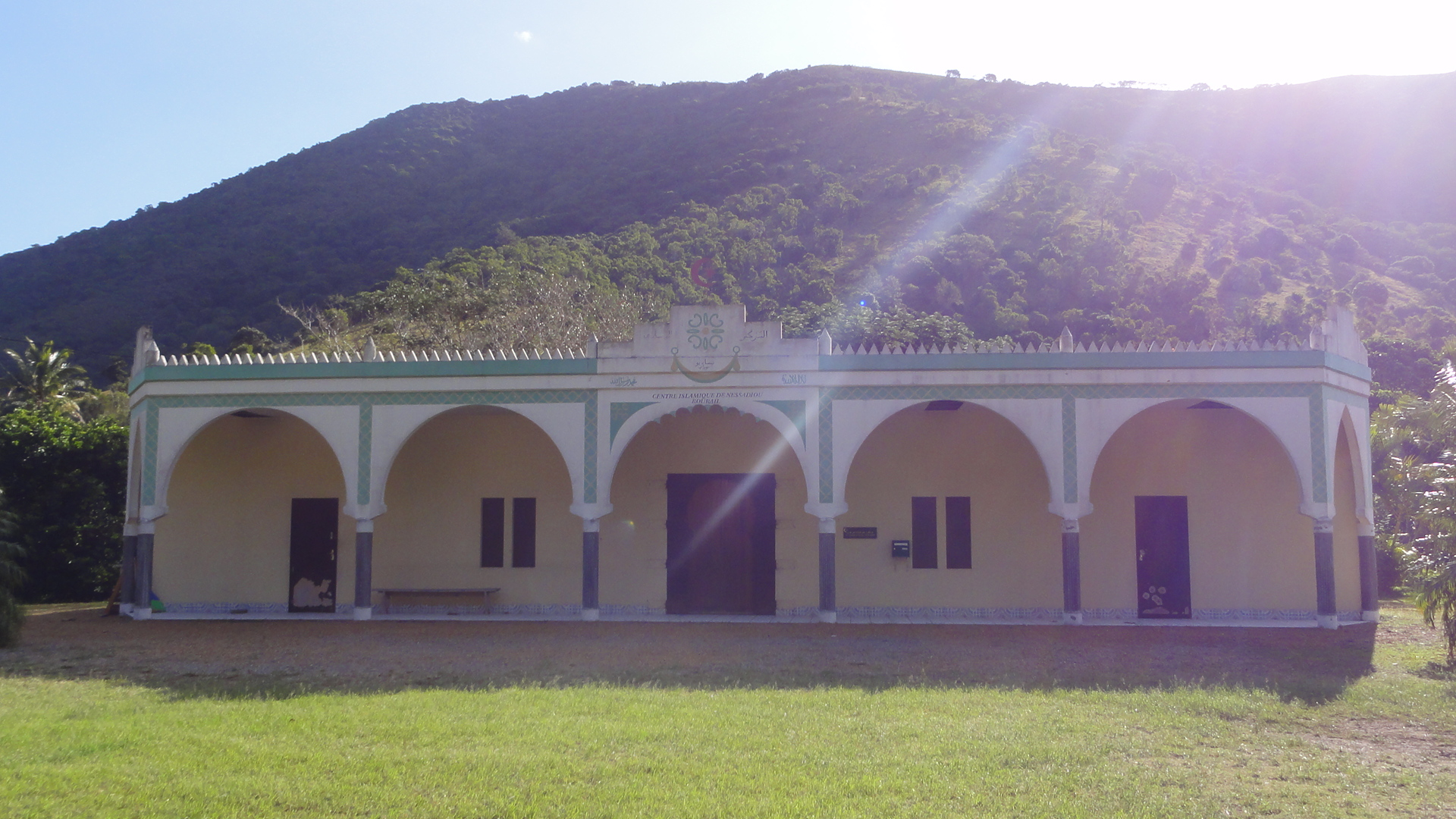
المركز الثقافي الإسلامي في نيساديو

نيساديو (بالفرنسية: Nessadiou)‏ هو حي منعزل تابع لبلدية بوراي الواقعة في المقاطعة الجنوبية من كاليدونيا الجديدة. يعيش فيها اليوم عدد كبير من أحفاد المقاومين الجزائريين الذين نفتهم سلطات الاحتلال الفرنسي إلى كاليدونيا الجديدة في أعقاب ثورة الشيخ المقراني وغيرها من أحداث المقاومة التي شهدتها الجزائر في النصف الثاني من القرن التاسع عشر، وتوجد بها مقبرة للمسلمين أُسست سنة 1896 تُعرف بمقبرة العرب.